# Gisela Grothaus
Gisela Grothaus, née le 20 février 1955 à Berlin, est une kayakiste ouest-allemande.

## Biographie
Gisela Grothaus participe aux Jeux olympiques d'été de 1972 à Munich et remporte la médaille d'argent dans l'épreuve du slalom en kayak monoplace. 